# Człowiek ze Złotym Uchem
Człowiek ze Złotym Uchem je polské hudební ocenění, které je udělováno na hudebním festivalu Soundedit v Lodži každoročně od roku 2009. Oceňuje přínos hudebních producentů; mezi oceněnými jsou jak polští (Lech Janerka, Grzegorz Ciechowski), tak i zahraniční umělci (John Cale, Bill Laswell).

## Nositelé
- 2009: Daniel Lanois, Gareth Jones, Grzegorz Ciechowski
- 2010: Andrzej Smolik, Adrian Sherwood, Martin Hannett
- 2011: Mark „Flood“ Ellis, Daniel Miller, Adam Toczko
- 2012: Martin „Youth“ Glover, Józef B. Nowakowski, Steve Osborne, Tim Simenon, Eugeniusz Rudnik
- 2013: Dan Austin, Haydn Bendall, Władysław Komendarek, Bill Laswell[1]
- 2014: Howie B, Lech Janerka, Karl Bartos, John Cale[2][3]
- 2015: Leszek Biolik, Bob Geldof, Roger Glover, Józef Skrzek, Wojciech Waglewski
- 2016: Brian Eno
- 2017: Tony Visconti, Marek Biliński, Gary Numan[4]
- 2018: Giorgio Moroder, Katarzyna Nosowska[5]
- 2019: Stanisław Sojka, Craig Leon, Mick Harvey, Steve Albini[6]
- 2020: Jan Kanty Pawluśkiewicz, Roli Mosimann
- 2021: Midge Ure, Skalpel, Tomek Lipiński
- 2022: Barry Adamson, Leszek Kamiński, Nick Mason, Piotr Madziar
- 2023: Irena Hussar, Hania Rani, Michał Urbaniak[7]